# RPG Maker 2000
RPG Maker 2000（遊戲製作大師RPG篇）（又稱RM2K）是RPG製作大師系列中第二個運行於Microsoft Windows作業系統上之RPG製作軟體。由日本Enterbrain發行。
RPG Maker 2000在2000年8月首次發行於日本。之後Enterbrain發行了較便宜的RPG Maker 2000 Value!，並包含主要的更新，例如使用更多的編號處理圖片檔案。

## 特色

### 畫面
RPG Maker 2000的遊戲以320x240作為顯示解析度，16x16的地圖元件單位，以及24x32的角色單位。其預設的綠色訊息框及選單系統為RPG Maker 2000遊戲的特徵，亦可以修改。有些人將其低解析度視為畫面的限制，但也有其好處，因為低解析度使其可運行在更舊的電腦上。

### 戰鬥
RPG Maker 2000使用傳統的正面戰鬥，即敵方角色在畫面中出現並面向我方，但不會顯示我方角色圖片。可以使用一些小技巧，使其看起來像是橫向戰鬥系統。

### 音樂
RPG Maker 2000內建的音樂包含許多的MIDI集，以及少量的WAV檔案。有非官方的強化程式可以讓遊戲中使用MP3檔案，但可靠的消息指出這類的程式通常存在著一些問題。

### Runtime Package
RPG Maker 2000是RPG製作大師系列中首次使用Runtime Package的版本，Runtime Package又稱RTP，在之後的PC版本中均有使用。
RTP是一個官方素材集，包含RPG Maker 2000中內建供使用的圖片檔案、音樂檔案以及音效檔案。
正常情況下，想要遊玩由RPG Maker 2000所製作的遊戲，就必須先安裝RPG Maker 2000的RTP。
而RTP的存在，使遊戲製作者不用將內建的素材集放入自己的作品檔案中，讓作品檔案的容量大小得以減少，但遊戲使用者必須自行或製作者額外提供RTP載點供下載。